# Maria Rovira (coreògrafa)
Maria Rovira (Mataró, 1963) és una ballarina i coreògrafa catalana de dansa contemporània. Entre les seves coreografies realitzades destaquen Trastorn (1989), Entre Asesinos (1990), El Pols de l'Àngel (1992), Bienvenidas (1993), Arriba y Abajo (1994), El Punt de la Memòria (1995), Rugged Lines (1997), No mans Land (1998), Trans 20 (2005) o El Salto de Nijinsky (2007).

## Trajectòria
Va començar la seva formació a l'escola de Ramon Solé i més tard ingressa a l'Institut del Teatre, on estudia dansa clàssica i espanyola durant quatre anys. Quan participa en un taller dirigit per Gerard Collins a Tarragona s'interessa per la dansa contemporània. Per aquest motiu, a setze anys entra al Centre Internacional de la Dansa (CID) de París, on estudia amb Peter Goos. Paral·lelament, participa en diversos tallers organitzats pel Centre Americà de la Dansa a París i és becada per estudiar a l'escola de Merce Cunningham i la companyia de José Limón, a Nova York. El 1984 obté una altra beca per la Bienal de la Dansa de Lió. Maria Rovira es va diplomar en dansa clàssica al Conservatori Superior de Madrid i també té estudis de piano i composició pel Conservatori del Liceu.
El 1985 funda Trànsit, amb seu a Mataró, companyia que dirigeix i amb la qual ha realitzat la major part de la seva obra com a coreògrafa. Novembre, 2 x 4 i Zeichen són les primeres peces que estrena a la I Bienal de l'Europa Mediterrània. A mitjan anys noranta Rovira també treballa de coreògrafa freelance, presenta diverses produccions a l'American Dance Festival (ADF) i col·labora amb el Ballet Hispánico de Nova York. Durant aquesta etapa, Rovira també treballa amb diferents companyies de l'Amèrica Central i del Sud, entre les quals destaquen el Ballet Nacional de Cuba i el Ballet Nuevo Mundo de Caracas. Juntament amb altres coreògrafs i ballarins funda La Caldera el 1996. L'any 2000 atura l'activitat de la companyia durant uns anys i realitza diferents projectes a l'estranger.
El 2005 torna a la seva ciutat natal, on dirigeix projectes pedagògics a l'Aula de Teatre i Dansa Municipal de Mataró, i celebra els vint anys de la companyia amb l'espectacle Trans 20. El 2006 Trànsit es converteix la companyia resident fins al 2012. Es trasllada a Medellín (Colòmbia) el 2013 per dirigir el Ballet Folklòric de Antioquia per aportar un repertori contemporani a la companyia. El 2016 torna a residir a Catalunya per desenvolupar nous projectes amb Trànsit Dansa.
L'any 1998 fou guardonada amb el Premi Nacional de Dansa concedit per la Generalitat de Catalunya.